# 伊勢山皇大神宮
伊勢山皇大神宮（いせやまこうたいじんぐう）は、神奈川県横浜市西区宮崎町にある神社。
天照皇大神を祭神とし、桜の花が社紋である。横浜では単に皇大神宮（こうたいじんぐう）とも称される。旧社格は官幣国幣社等外別格、後に県社。神社本庁に属する神社で初めて破産宣告を受けた神社でもある。

## 歴史

### 創建
創建は明治3年（1870年）。一寒村であった横浜は開港場となり、貿易の街として急速に発展した。神奈川県はキリスト教を始めとする外来文化に接する横浜の精神的支柱とするために、神社信仰の確立が必要と考えた。そのため、武蔵国の国司が勅命によって伊勢神宮から勧請したと伝わる、戸部村海岸伊勢の森の山上の神明社を同年4月に現在地の野毛山に遷座し、横浜の総鎮守とした。
この地が選ばれた理由について、1874年（明治7年）建立の伊勢山碑には「諸外国の商館が賑わうさまや、我が国の船の高い帆柱が湾内に林立する様子が手に取るように見える。かかる文明開化の時に際してこの場所を整備し神霊を祀れば、神もこの誠意をお受け下さることと思う。」とある。同年11月、当時の神奈川県知事井関盛艮が太政官と神祇官に建白書を提出した。
建白書は当社を伊勢神宮の遥拝所とし、県内の総社たる規模に整備することを願い出るものであり、翌月許可されて「官幣国幣社等外別格」という官国幣社に準ずる社格を受けると、境内施設の拡充を進めた。
その後、開港場である神戸・長崎にも同様の神宮遥拝所が作られることとなった。しかし、これらが1876年（明治9年）3月の教部省達八号にある「拝所のみ設けて神霊を鎮めざる」まさに「遥拝所」に該当するのに対し、伊勢山の場合は天照大御神の神霊が鎮まる正式な神宮であることから、その後の公文書では伊勢山に対して遥拝所の呼称は用いられず、伊勢の神宮に倣い、「皇大神宮」と称された。
天照皇大神を祭神とする神社が「皇大神宮」あるいは「大神宮」を号する例は数多いが、伊勢山皇大神宮の場合は、大教宣布の詔に合わせて県により創建され、神祇官からは官国幣社に準じ列格されたという経緯からみて、勅許により「神宮」号を与えられた例に近い。

### 伊勢山の丘
神宮の鎮座する伊勢山の丘は、もともとは野毛山と呼ばれていたが、遷座の際に伊勢山と改められた（現在、伊勢町という地名は残るが、伊勢山という地名自体は残っていない）。
かつては麓の宮崎町・花咲町は海であり、野毛町は野毛浦と呼ばれる入り江であった。これらの地域の埋め立てが進んだのは、幕末の開港以来である。神宮の境内の一部には伊勢山貝塚と呼ばれる遺跡が存在し、縄文後期の土器が出土している。また、この丘の一帯では紅葉ヶ丘や老松町で縄文期の住居跡も発見されている。現在の横浜中心部は、江戸前期に埋め立てられた吉田新田にあたることから、横浜中心部周辺に於いては、この丘一帯が最古の居住地域の一つであると考えられる。
横浜の開港直後の安政6年（1859年）には、この丘に神奈川奉行所が設置された。開港場と外国人居留地が一望できたこと、また港を挟んで反対側にある山手の丘に居留民保護の名目で駐留する、イギリス・フランス両国の軍隊を監視できたことが、この丘が選ばれた理由であった。開港場の入り口吉田橋関門と東海道を結ぶ街道横浜道は、この丘に切通し（野毛切通し）を作り、奉行所の横を通るように開通したが、これも防衛上の理由からである（この横浜道は現在も横浜市主要地方道80号横浜駅根岸線の一部として、神宮本殿の裏を通っている）。その後、神奈川奉行所は明治政府に接収され、その機能は横浜税関と横浜裁判所に分割されるが、この横浜裁判所が神奈川県庁の前身となる。
その後、前述の通りに港と横浜中心部を一望できることが鎮座地に相応しいとして、神宮が創建されることになった。

### 遷座祭
明治3年（1870年）4月15日（旧暦）に執り行われた遷座祭にあたっては、神奈川県より前後を挟んだ5日間に渡り、市を挙げて盛大な祭礼を行なうように布告が出された。それを受けて当時の市域各町は、それぞれ人形山車や手古舞、踊りの引き屋台などを揃え、横浜中心部の本町、弁天通、馬車道一帯を練り歩き、その華美を競い合った。県庁の前には各国の公使や領事を招いて桟敷席が設けられ、東京からも多くの見物客が押し寄せたと記録が残る。
特に貿易商街として栄えた本町四ヶ町は、江戸一の山車職人と呼ばれた仲秀英にそれぞれ人形山車を注文した。横浜市の正史「横浜市史稿」には、この四基の山車について「美術技巧の粋を集め万金を投じたもの」とある。これらは関東大震災で焼失したが、川越などに残る仲秀英の山車は県文化財等に指定されており、現存していれば同等の評価を受けていたと想定される。
この盛大な祭礼の総費用は、県からの下付金五千両も合わせて十万両とも十五万両とも言われ、当時の横浜を代表する料亭「富貴楼」の女将富貴楼お倉から、この話を聞いた外務卿副島種臣は「外務省の半年分の費用に匹敵する」と驚いたと伝わる。当時、横浜に在住していた生糸商も、郷里への手紙の中で遷座祭の壮大さと賑いについて触れ、「横浜が日本第一の町となったことを内外に示すことができた」と記している。
このような大規模な祭礼が執り行われた理由であるが、一つには前述の通り、急速な近代化の最前線にあり、またキリスト教を始めとする舶来の文化や思想の流入により、日々急激な価値観の変動にさらされていた住民たちにとって、伊勢山皇大神宮の創建が精神的な支柱となることが期待されていたことがある。また、伊勢山皇大神宮が神奈川県における神道国教化の拠点となることを想定されていたためもある。
もう一つの理由としては、当時の横浜の住民たちは、その大半が他地域からの移住者であり、隣人同士の繋がりが希薄で地域共同体としての機能が低かったことがあげられる。明治元年に、横浜の生糸商の番頭が郷里へ送った手紙には「横浜は江戸より狭いが、隣に誰が住んでいるのか知らないことも多い。人付き合いが無いので楽だ。」との記述があるが、これは当時としてはかなり異例なことであり、県としても望ましい状況ではなかった。そこで住民をまとめ上げ、「市民」としての価値観、一体感を植えつける起爆剤として、祭礼の高揚と興奮が用いられた。
横浜市民には「はまっこ」という自覚や意気込みが見られるが、この意識の起源の一つは、伊勢山皇大神宮の遷座祭といわれている。
なお、遷座の行なわれた4月14日（旧暦）は例祭日となり、毎年この日に大祭を執り行うことが定められたが、1873年（明治6年）の太陽暦の採用により、例祭日は月遅れの5月15日となった。この日は第二次世界大戦終結までは横浜市の祝日とされ、学校をはじめ官公庁、工場に至るまで休みとなった。

### 伊勢山離宮
明治天皇は、海軍の視察（1884年〈明治17年〉までは横浜港に帝国海軍の根拠地である東海鎮守府が置かれていた）や根岸競馬場の天覧競馬（根岸競馬場は外国領事や公使の社交場であり、鹿鳴館と並ぶ明治政府の外交政策の拠点だった）などの理由により、頻繁に横浜へ行幸をしていた。そのため、1875年（明治8年）に行幸の際の御座所となるべく、伊勢山皇大神宮に隣接して二階建ての洋館である横浜御用邸・伊勢山離宮が建設される。
1876年（明治9年）に明治天皇は東北地方の巡幸を行い、その最後には北海道へ渡り函館港からお召し船明治丸で横浜港へと向かった。その到着は、7月20日午前を予定していたが、実際には荒天に見舞われ深夜となってしまう。結局、外国の領事たちの出迎えも急遽中止となり、明治天皇はそのまま伊勢山離宮に入り宿泊することになった。ちなみに、この時の逸話を元にして、1941年（昭和16年）に7月20日が海の記念日に制定され、更に1995年（平成7年）からは国民の祝日海の日となる。
また、伊勢山離宮は迎賓館としても使用され、明治政府にとって初めての国賓として来日したハワイ王国のカラカウア国王や、帰路に和歌山県串本町沖で乗艦が難破し命を落としたオスマントルコの親善特使パシャ提督（エルトゥールル号遭難事件）もここに招かれている。

### 神奈川県との関係
伊勢山皇大神宮は、県知事井関盛艮により創建され、その建白により国から神奈川県宗社と定められた。また、伊勢山の丘は県庁の前身である神奈川奉行所が、かつて所在した場所である。神宮はその始まりに於いて県と密接な繋がりがあったが、この関係は以降も続いていく。
県知事の着任・離任に際しては、神宮に参拝し奉告祭を執り行うのが慣例となり、5月の例祭では、代理官を立てず知事自ら装束をまとい幣帛供進使を務めることも珍しくはなかった。
また、神奈川県には護国神社が建立されなかったが、その役割は伊勢山が担っており、秋には西南戦争以来の県の戦没者慰霊祭が執り行われていた（「横浜沿革誌」）。その為に「野毛山招魂社」の別名で呼ばれることもあった。大正期には、県の殉職警察官・消防官の慰霊祭も行われ、その奉納行事として撃剣競技の大会も開催された。戦時下になると、県主催の戦勝祈願祭や戦勝奉告祭が度々行われた。
このように、かつては県の宗社として、県公式の祭祀の場としての性格が極めて強かった。

### 破産からの再建
1991年（平成3年）、宗教法人伊勢山皇大神宮は、神宮裏参道隣接地に婚礼施設を兼ねた高級ホテル「横浜開洋亭」を建設し、その際にホテルの建設費及び建設用地購入費等として、境内の一部を担保として約87億円（富士銀行（当時）43億円、北陸銀行17億5000万円、三菱信託銀行（当時）15億円、三菱銀行（当時）14億円など）を借り入れた。ホテルの運営は、別法人である株式会社開洋亭が行うが、当時の宮司の親族が同社を経営し、宮司とその親族らが同社の大半の株式を所有していた。宗教法人伊勢山皇大神宮は、ホテルを上記の運営会社に賃貸し、そこから得た賃貸収入を金融機関からの借入金の返済に充てる計画であった。
しかし、バブル崩壊後の景気低迷に加え、東急東横線の横浜駅・桜木町駅間は廃止となり（廃止後はみなとみらい地区の路線へ接続した）、集客は横浜みなとみらい21地区などの近接地へ流れ、また神前結婚式の減少もあり経営は低迷し、運営会社から予定していた賃貸収入を得られなかった。その結果、借入金返済が事実上履行出来ず、2001年（平成13年）3月抵当権が設定されていた境内地の一部が金融機関より差し押さえを受けた。
2002年（平成14年）になり事態を重く見た神奈川県神社庁は銀行側との協議の上、同庁がホテル敷地部分を除く境内地を取得、神宮の運営を直轄することで競売を回避した。当事者の宮司は免職となり、明治以来事実上の世襲であった宮司一族は神宮から絶縁された。神宮の運営から離れた宗教法人伊勢山皇大神宮は、実質的に不動産管理会社となったが、保有するホテル部分の資産価値が大幅に低下、多額の債務が経営を圧迫し、横浜地方裁判所に自己破産を申請、2003年（平成15年）4月7日に破産宣告を受けた。負債は債権者2社に対し85億6500万円。神社本庁に属する神社で初めての破産となった。
ホテル（株式会社開洋亭）は2006年（平成18年）11月27日破産宣告を受け、営業を中止した。
その後は新たな運営体制の下に再建を進め、現在では神奈川県神社庁直轄より独立し、再び宗教法人格を得て別表神社へも復帰している。
2020年（令和2年）5月15日、当宮は創建150年を迎えた。

## 逸話

### 名称
読みの区切りが判らず、天皇の「皇」という字が使用されていることもあって「皇」を「のう」と読むものと誤解して「いせさんのうだいじんぐう」を誤読する者が多い。実際、そのように誤ったルビが振られている案内資料も出回っている。

### 桜
かつての神宮は、紅葉坂より続く表参道から境内に至るまで多くの桜の木が植えられ、横浜有数の桜の名所であった。社紋に桜が用いられているのはその為である。横浜市の正史である「横浜市史稿」（1920年〈大正9年〉）には、「花季に紅雲の幕を張」る桜と「花に浮く社前の大鳥居」の風景が、入港する船舶から楽しみにされており、「外國人にまで其名を評判されて居た」と記されている。現在では表参道の桜並木は失われているが、今も境内に残る桜の木々は神宮の象徴として、地域住民に親しまれている。

### 伊勢神宮別宮
1875年（明治8年）に神奈川県は太政官に対し、伊勢山皇大神宮を伊勢神宮の別宮へと昇格するように願い出る。神宮別宮への昇格は、鎌倉時代元寇の際の風日祈宮・風宮以降は例が無く、審議の後に6月28日付けでこの申請は却下された（｢神奈川縣伊勢山皇大神宮を伊勢神宮の別宮となさんことを請うを允さず｣太政類典）。しかし、1874年（明治7年）1月に神奈川県により伊勢山皇大神宮の表参道に建立された「横濱伊勢山碑」には「神宮別宮」と刻まれており、同年2月23日発行の横浜毎日新聞968号には、付録として碑の全文が掲載されていた。この碑は、今も表参道大鳥居の横に残されている。

### キングの塔
神奈川県庁は関東大震災で罹災し、1928年（昭和3年）に現在の神奈川県庁本庁舎が竣功した。その中心部には修養塔と呼ばれる塔が立ち、その最上階には祭壇が築かれて、伊勢山皇大神宮から分霊が遷された。ここには月毎に神宮の神職が赴き、県の守り神として祭礼が執り行われた。現在、この神奈川県庁本庁舎は登録有形文化財となり、修養塔はキングの塔の愛称で呼ばれ、横浜のシンボルである横浜三塔の一つに数えられている。

### 横浜絵
幕末から明治初期にかけて、横浜の異国人の風俗や、いわゆる文明開化の様子を描いた横浜絵と呼ばれる錦絵が流行したが、その中に伊勢山皇大神宮を描いたものがいくつかある。代表的なものとしては、歌川広重（三代目）が、桜が満開の伊勢山皇大神宮の背景に蒸気機関車を描いた「横濱野毛伊勢山従海岸鉄道蒸気車図」が挙げられる。伊勢山皇大神宮の朱印帳には、この絵が用いられている。

### アイスクリーム
日本人初のアイスクリーム店は、明治2年（1869年）6月に町田房蔵により馬車道で開業された。しかし、当時の日本人は乳製品にまだまだ馴染みが薄く、また一杯が金二分（現在の価値で8千円程度）と高価なこともあって、当初は全く商売にならなかった。「横浜沿革誌」（明治25年刊）によると、赤字の為に一時休業したが、翌年（明治3年）4月の伊勢山皇大神宮の遷座祭に合わせて店を再開したところ、祭礼の賑わいと高揚の中で、物珍しさにアイスクリームを買い求める者が相次ぎ、大評判となって以降は繁盛したという。この事がきっかけとなってアイスクリームが世に知られるようになり、鹿鳴館や東京の洋菓子店でも饗されるようになった。

### 横浜海軍航空隊
横浜海軍航空隊は、1938年（昭和12年）に創設された帝国海軍最大の飛行艇部隊である。長距離航続性能を誇る大型飛行艇で編成され、アリューシャン列島から南洋諸島に至る広大な外洋の哨戒偵察を任務としていた。部隊は、伊勢山皇大神宮を守護神としており、現在の金沢区富岡総合公園にあった基地内に分霊を遷し、「鳥船神社」と称して祀った。この部隊の主力であった二式飛行艇は、当時の世界最高水準の性能を誇り、その高速と火力、防御力ゆえに、連合国軍から「空の戦艦」と恐れられていた。戦後にアメリカ軍が接収した機体の性能確認試験を行い、最優秀の評価を与えた話は有名である。現在、海上自衛隊に配備されている救難飛行艇US-2 (航空機)は、この二式飛行艇の直系にあたり、やはり世界最高水準の性能を誇る傑作機として名を馳せている。尚、鳥船神社は敗戦後の米軍による軍事基地接収に伴って事実上廃絶したが、1971年（昭和46年）に返還されると、 戦友会「浜空会」は破損した鳥船神社を修復し、「浜空神社」として隊の戦没者を祀り慰霊祭を行った。やがて浜空会は高齢化で神社の維持が困難となり、2008年（平成20年）に社殿は横須賀の雷神社に移設され、跡地には「鎮魂　海軍飛行艇隊」と刻んだ慰霊碑を建立された。

## 社殿・境内

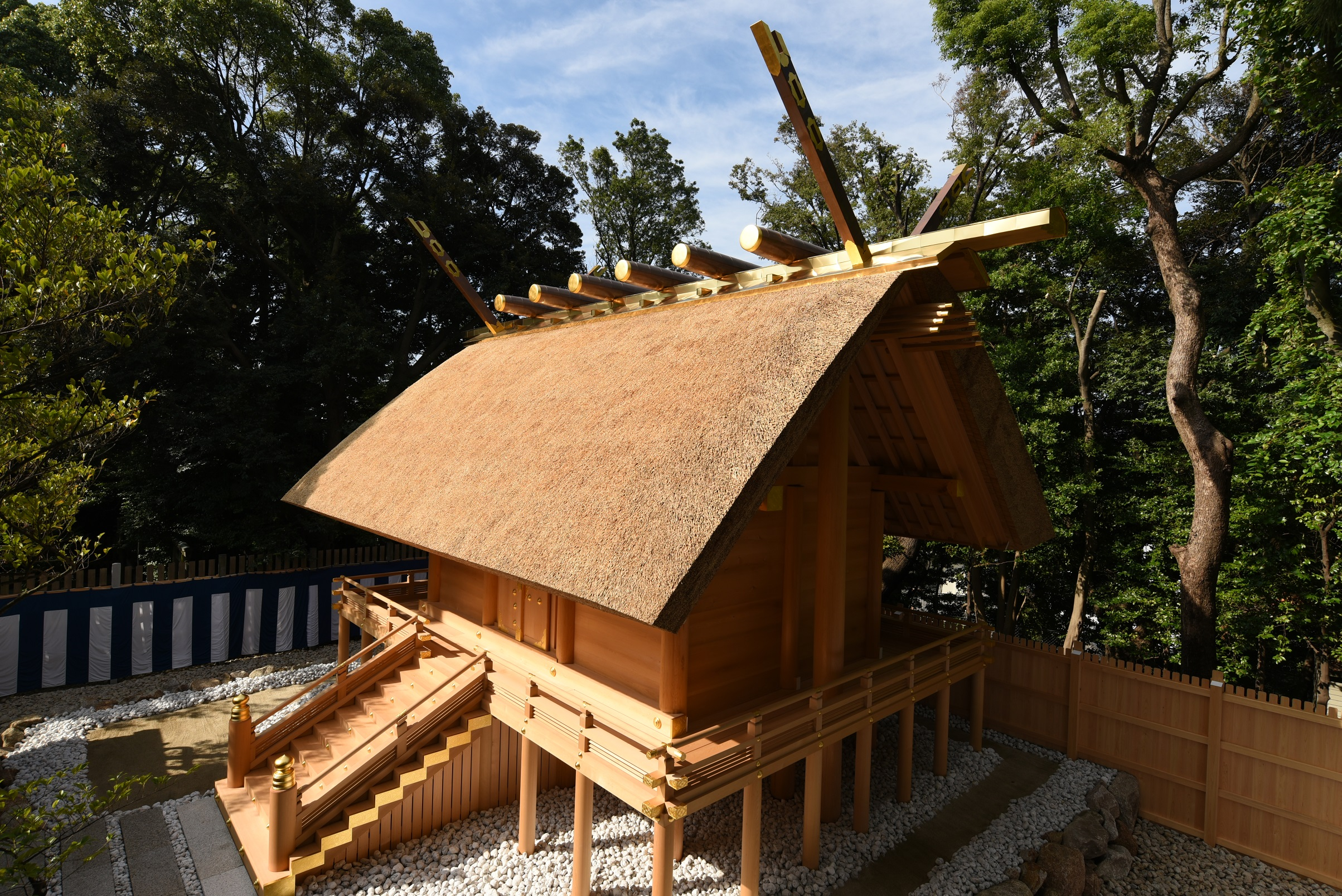
本殿

- 本殿：茅葺の神明造。2018年（平成30年）に創建150年の記念事業の一環として、伊勢神宮から内宮（皇大神宮）の旧西宝殿が下げ渡され、伊勢にあった姿のままに移築されたもの。伊勢神宮においても重要な社殿である西宝殿が、その姿のままに移築をされたことは殆ど前例がなく、市街地において茅葺屋根の再現が許可されたことも特例である[要出典]。
- 摂末社
  - 杵築宮（きづきのみや）：大国主命を主神として須佐之男命・住吉大神を祀り、合わせて伊勢神宮の外宮の祭神である豊受姫大神を奉遷する。
  - 子之大神（ねのおおかみ）：野毛町の氏神で、大国主命、少彦名命、姥姫を祀る。元々は野毛の町内にあったが、戦禍により社殿を焼失し、現在、杵築宮に合祀されている。姥姫とは、埋め立て前の桜木町駅周辺の海上にあった「姥岩」に鎮座していた女神で、護良親王の乳母を祀ったものと伝わる[要出典]。
  - 大神神社磐座（おおみわじんじゃいわくら）：大物主大神を祀る。奈良県の三輪明神大神神社より分霊を受けて1996年（平成8年）に鎮座した。社殿が成立する以前の、「磐座」（いわくら）と呼ばれる古代の祭祀場が再現されている。
- 照四海（しょうしかい）：高さ約6mの常夜灯、現在のものは二代目。「四海を照らす」というその名の通り、横浜港の守り神を象徴している。1882年（明治15年）完成の初代は燈明台（初期の灯台）の姿をしており、実際にその灯りが船から目印にされた[要出典]。
- 旧大鳥居台座：表参道に置かれた明治期の大鳥居の台座。1876年（明治9年）に横浜市の地図作成が行なわれた際に水準点として刻まれた印が残る。
- 大遷御（だいせんぎょ）の図:屋内神殿である神楽殿の前室「遷御の間」には、伊勢神宮式年遷宮の遷御（20年毎に行なわれる、新しい神殿に御神体を遷す神事）の様子を描いた「大遷御の図」が飾られている。神道画の大家・鳥居禮による、高さ5メートル幅18メートルという日本画史上最大級の作品である[要出典]。

## 祭事・年中行事
- 例祭：5月15日の本宮を挟んで、宵宮、後宮と3日間行われる。明治3年の旧暦4月14日に神宮が創建されたことに由来する。
- 大神神社磐座例祭：4月9日に行われる。
- 杵築宮・子之大神例祭：8月20日に行われる夏祭り。隔年で氏子地域各町会の神輿7基が終結し、連合神輿渡御が行われる。
- 節分祭：2月3日に行われ、撒豆行事が行なわれる。
- 大祓：6月30日・12月31日に行われる、身に付いた罪穢れを祓い清める神事。6月の大祓は「夏越大祓」と呼ばれ、境内で大茅の輪潜りの神事が行なわれる。
- 神奈川県下では最も早く[要出典]、1902年（明治35年）から神前結婚式を行っている。

## 崇敬会
伊勢山皇大神宮は氏子区域を持たない崇敬神社であるため、氏子会ではなく、崇敬者による崇敬会が組織されている（かつては奉賛会と称した）。明治天皇の皇女であり、第43代内閣総理大臣東久邇宮稔彦王の夫人である泰宮聡子内親王（東久邇聡子）が、かつて総裁を務めていた。

## 伊勢山皇大神宮を舞台とした作品
- 横浜富貴楼お倉 明治の政治を動かした女（鳥居民著） - 伊勢山皇大神宮の遷座祭の様子が描かれている。
- 東京の女性（映画） - 1939年（昭和14年）公開のモノクロ映画。主演は“永遠の処女”と呼ばれた伝説的女優の原節子。クライマックスの挙式の場面が、伊勢山皇大神宮の拝殿前で撮影されている。
- 名もなく貧しく美しく（映画） - 1961年（昭和36年）公開のモノクロ映画。主演は高峰秀子。結婚式のシーンが伊勢山皇大神宮の境内で撮影された。
- 世界一難しい恋（テレビドラマ） - 横浜を舞台としたドラマ。第6話のジャンケン勝負で、大野智演ずる鮫島零治が、小瀧望演ずる三浦家康に手渡したのは、伊勢山皇大神宮の勝守である。
- 逃げるは恥だが役に立つ（テレビドラマ） - 横浜を舞台としたドラマ。第10話に登場する日の出のシーンは、伊勢山皇大神宮の境内から撮影された。
- 逃げるは恥だが役に立つ ガンバレ人類!新春スペシャル!!（テレビドラマ） - 上記ドラマの2021年（令和2年）新春スペシャル。みくりと平匡の安産祈願のシーンが祈祷殿で撮影された。
- かぐや様は告らせたい（映画版）‐ 人気漫画の劇場版。劇中で印象的な花火大会のシーンは、伊勢山皇大神宮の表参道大階段脇の広場で撮影されている。

## 所在地・交通
神奈川県横浜市西区宮崎町64番地
- JR東日本根岸線・横浜市営地下鉄ブルーライン - 桜木町駅から徒歩10分。
- 京急本線 - 日ノ出町駅から徒歩10分。
- 横浜高速鉄道みなとみらい線 - みなとみらい駅から徒歩15分。
- 横浜市営バス、京浜急行バス - 「紅葉坂」バス停から徒歩8分。
- 駐車場あり。ただし正月三が日は交通規制により使用できない。

境内に入る門の開門時間は、6時 - 19時である。